# Posłowie do Parlamentu Europejskiego VIII kadencji

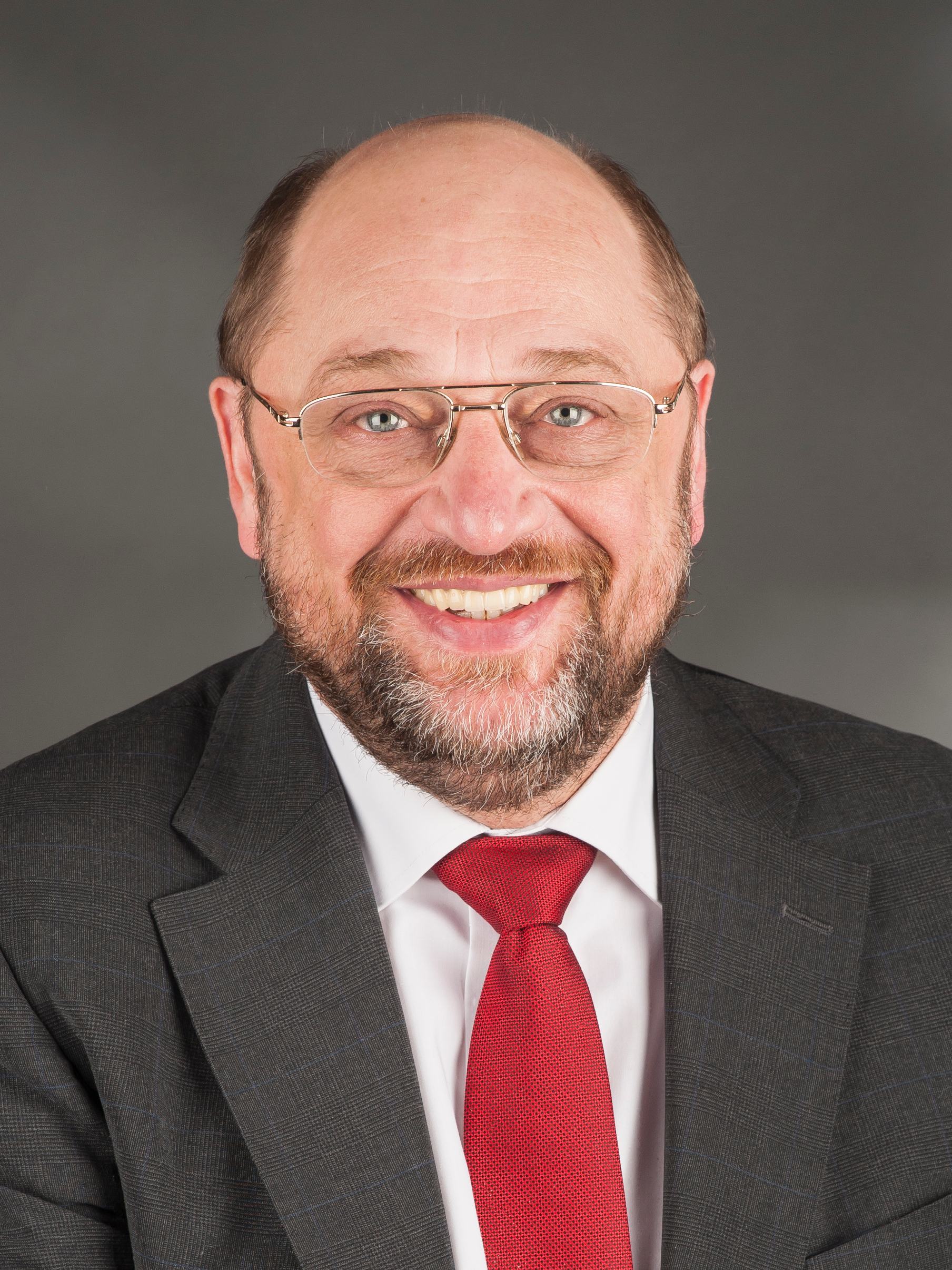
Martin Schulz – pierwszy przewodniczący PE VIII kadencji

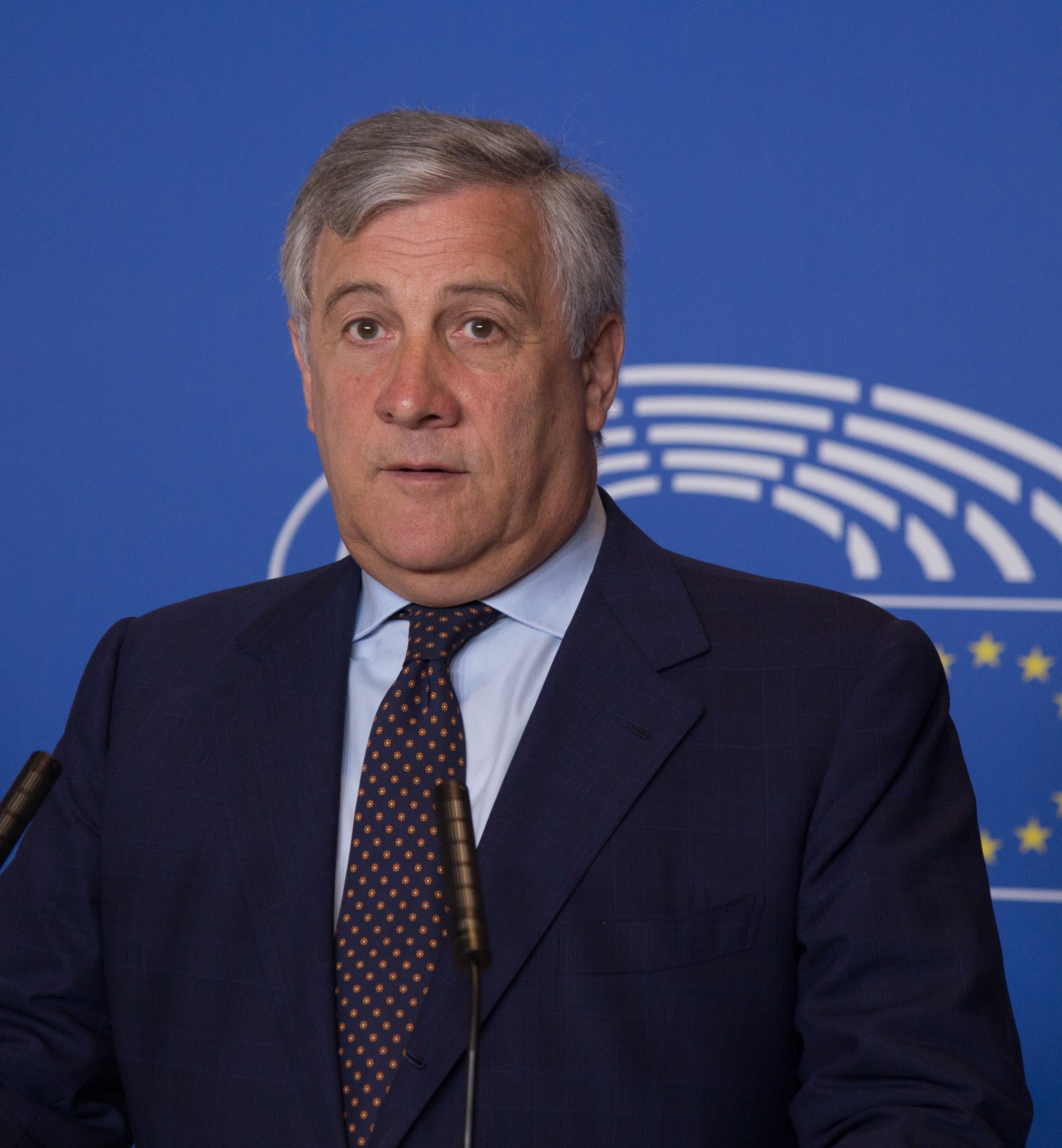
Antonio Tajani – drugi przewodniczący PE VIII kadencji

Posłowie VIII kadencji do Parlamentu Europejskiego zostali wybrani w wyborach przeprowadzonych w 28 państwach członkowskich Unii Europejskiej pomiędzy 22 a 25 maja 2014. W głosowaniu tym wyłoniono 751 eurodeputowanych na pięcioletnią kadencję (o 15 mniej niż pod koniec poprzedniej), która rozpoczęła się 1 lipca 2014.
Na pierwszym posiedzeniu 1 lipca 2014 na przewodniczącego PE wybrano Martina Schulza z Postępowego Sojuszu Socjalistów i Demokratów. Tego samego dnia wybrano również czternastu wiceprzewodniczących – 6 z EPP, 3 z S&D, 2 z ALDE, po 1 z ECR, EUL / NGL i G / EFA. 17 stycznia 2017 nowym przewodniczącym PE został Antonio Tajani z Europejskiej Partii Ludowej. Kadencja zakończyła się 1 lipca 2019. Pod koniec kadencji cztery mandaty poselskie (dwa przypadające brytyjskim laburzystom, jeden przypadający hiszpańskim socjalistom i jeden przypadający duńskim socjaldemokratom) pozostały nieobsadzone.

## Grupy polityczne
W Parlamencie Europejskim VIII kadencji przed jej rozpoczęciem powołano siedem grup politycznych:
- Grupa Europejskiej Partii Ludowej (Chrześcijańscy Demokraci) (EPP),
- Grupa Postępowego Sojuszu Socjalistów i Demokratów w Parlamencie Europejskim (S&D),
- Europejscy Konserwatyści i Reformatorzy (ECR),
- Grupa Porozumienia Liberałów i Demokratów na rzecz Europy (ALDE),
- Konfederacyjna Grupa Zjednoczonej Lewicy Europejskiej / Nordycka Zielona Lewica (EUL / NGL),
- Grupa Zielonych / Wolne Przymierze Europejskie (G / EFA),
- Europa Wolności i Demokracji Bezpośredniej (EFDD).

Nadto kilkudziesięciu eurodeputowanych nie przystąpiło do żadnej z grup politycznych, pozostając posłami niezrzeszonymi.
Powołanie pierwszych sześciu frakcji nastąpiło wkrótce po wyborach – każda z nich zebrała wystarczającą liczbę przedstawicieli z odpowiedniej liczby różnych krajów (zgodnie z obowiązującymi na początku tej kadencji wymogami do utworzenia grupy politycznej potrzeba co najmniej 25 posłów reprezentujących przynajmniej jedną czwartą – tj. 7 – państw członkowskich). Próbę powołania własnej grupy podjęły także dwa środowiska eurosceptyków – jedno skupione wokół brytyjskiej UKIP (ugrupowania dominującego we frakcji EFD w poprzedniej kadencji) i drugie zorganizowane wokół francuskiego FN (oraz europartii EAF). W pierwszym przypadku, mimo odejścia do innych frakcji lub porażek wyborczych większości dotychczasowych sojuszników, starania te zakończyły się sukcesem. W drugim przypadku nie udało się znaleźć przedstawicieli wystarczającej liczby państw członkowskich, by doprowadzić do powołania odrębnej grupy w PE, wobec czego posłowie Europejskiego Sojuszu na rzecz Wolności pozostali eurodeputowanymi niezrzeszonymi.
Przewodniczącymi grup poselskich zostali:
- EPP: Manfred Weber (Niemcy)[10],
- S&D: Gianni Pittella (Włochy)[11],
- ECR: Syed Kamall (Wielka Brytania)[12],
- ALDE: Guy Verhofstadt (Belgia)[13],
- EUL / NGL: Gabriele Zimmer (Niemcy)[14],
- G / EFA: Rebecca Harms (Niemcy, współprzewodnicząca) i Philippe Lamberts (Belgia, współprzewodniczący)[15],
- EFDD: David Borrelli (Włochy, współprzewodniczący) i Nigel Farage (Wielka Brytania, współprzewodniczący)[16].

W październiku 2014 frakcja EFDD, licząca pierwotnie 48 posłów, przestała istnieć. Doszło do tego, gdy grupę opuścił jedyny przedstawiciel z Łotwy, wobec czego EFDD przestała spełniać warunek zrzeszania deputowanych z co najmniej 7 państw członkowskich. Kilka dni później frakcję reaktywowano po dołączeniu do pozostałych członków EFDD jednego z polskich eurodeputowanych.
W czerwcu 2015 niezrzeszeni eurodeputowani z 6 państw wraz z jedną posłanką wykluczoną z UKIP powołali eurosceptyczną frakcję pod nazwą Europa Narodów i Wolności (ENF), skupiającą w dacie jej powstania łącznie 36 parlamentarzystów. Funkcję współprzewodniczących objęli Marine Le Pen (Francja, do czerwca 2017) i Marcel de Graaff (Holandia).
W grudniu 2016 współprzewodniczącą grupy Zielonych została Ska Keller (Niemcy), a w styczniu 2017 Nigel Farage został jedynym przewodniczącym EFDD. We wrześniu 2017 funkcję współprzewodniczącego ENF objął Nicolas Bay (Francja). W marcu 2018 przewodniczącym S&D został Udo Bullmann (Niemcy). W lipcu 2017 Ryszard Legutko (Polska) został współprzewodniczącym ECR (obok Syeda Kamalla).

## Deputowani według grup politycznych

### Europejska Partia Ludowa
| Państwo         | Lista       | Posłowie | Liczba |
| --------------- | ----------- | --- | ------ |
| Austria         | ÖVP         | Heinz Becker, Othmar Karas, Lukas Mandl, Paul Rübig, Claudia Schmidt | 5      |
| Belgia          | CD&V        | Ivo Belet, Tom Vandenkendelaere | 2      |
| Belgia          | cdH         | Claude Rolin | 1      |
| Belgia          | CSP         | Pascal Arimont | 1      |
| Bułgaria        | GERB        | Asim Ademow, Andrej Kowaczew, Andrej Nowakow, Ewa Maydell, Emił Radew, Władimir Uruczew | 6      |
| Bułgaria        | RB-DSB      | Swetosław Malinow | 1      |
| Chorwacja       | HDZ         | Ivana Maletić, Dubravka Šuica, Ivica Tolić, Željana Zovko | 4      |
| Chorwacja       | HSS         | Marijana Petir | 1      |
| Cypr            | DISY        | Lefteris Christoforu | 1      |
| Czechy          | TOP 09+STAN | Luděk Niedermayer, Stanislav Polčák, Jiří Pospíšil, Jaromír Štětina | 4      |
| Czechy          | KDU-ČSL     | Pavel Svoboda, Michaela Šojdrová, Tomáš Zdechovský | 3      |
| Dania           | C           | Bendt Bendtsen | 1      |
| Estonia         | IRL         | Tunne Kelam | 1      |
| Finlandia       | Kok.        | Sirpa Pietikäinen, Petri Sarvamaa, Henna Virkkunen | 3      |
| Francja         | UMP         | Michèle Alliot-Marie, Alain Cadec, Arnaud Danjean, Michel Dantin, Rachida Dati, Angélique Delahaye, Geoffroy Didier, Françoise Grossetête, Brice Hortefeux, Marc Joulaud, Philippe Juvin, Alain Lamassoure, Jérôme Lavrilleux, Nadine Morano, Élisabeth Morin-Chartier, Renaud Muselier, Maurice Ponga, Franck Proust, Tokia Saïfi, Anne Sander | 20     |
| Grecja          | ND          | Manolis Kiefalojanis, Jorgos Kirtsos, Maria Spiraki, Eliza Wozemberg, Teodoros Zagorakis | 5      |
| Hiszpania       | PP          | Pablo Arias Echeverría, Pilar Ayuso González, Pilar del Castillo Vera, Agustín Díaz de Mera, Rosa Estaràs Ferragut, Santiago Fisas Ayxelá, Esteban González Pons, Luis de Grandes Pascual, María Esther Herranz García, Carlos Iturgaiz Angulo, Verónica Lope Fontagne, Antonio López-Istúriz, Francisco Millán Mon, José Salafranca Sánchez-Neyra, Ramón Luis Valcárcel, Gabriel Mato Adrover                                                                                      | 16     |
| Hiszpania       | CpE-CiU     | Francesc de Paula Gambús | 1      |
| Holandia        | CDA         | Wim van de Camp, Esther de Lange, Jeroen Lenaers, Lambert van Nistelrooij, Annie Schreijer-Pierik | 5      |
| Irlandia        | FG          | Deirdre Clune, Brian Hayes, Seán Kelly, Mairead McGuinness | 4      |
| Litwa           | TS-LKD      | Laima Andrikienė, Algirdas Saudargas | 2      |
| Litwa           | LRLS        | Antanas Guoga | 1      |
| Luksemburg      | CSV         | Georges Bach, Frank Engel, Christophe Hansen | 3      |
| Łotwa           | Vienotība   | Sandra Kalniete, Aleksejs Loskutovs, Kārlis Šadurskis, Inese Vaidere | 4      |
| Malta           | PN          | David Casa, Roberta Metsola, Francis Zammit Dimech | 3      |
| Niemcy          | CDU         | Reimer Böge, Elmar Brok, Daniel Caspary, Birgit Collin-Langen, Christian Ehler, Karl-Heinz Florenz, Michael Gahler, Stefan Gehrold, Jens Gieseke, Ingeborg Gräßle, Peter Jahr, Dieter-Lebrecht Koch, Werner Kuhn, Werner Langen, Hans-Peter Liese, Norbert Lins, Thomas Mann, David McAllister, Markus Pieper, Godelieve Quisthoudt-Rowohl, Dennis Radtke, Andreas Schwab, Sven Schulze, Renate Sommer, Sabine Verheyen, Axel Voss, Rainer Wieland, Hermann Winkler, Joachim Zeller | 29     |
| Niemcy          | CSU         | Albert Deß, Markus Ferber, Monika Hohlmeier, Angelika Niebler, Manfred Weber | 5      |
| Polska          | PO          | Michał Boni, Jerzy Buzek, Danuta Hübner, Danuta Jazłowiecka, Agnieszka Kozłowska-Rajewicz, Barbara Kudrycka, Janusz Lewandowski, Elżbieta Łukacijewska, Jan Olbrycht, Julia Pitera, Marek Plura, Dariusz Rosati, Bogusław Sonik, Adam Szejnfeld, Róża Thun, Jarosław Wałęsa, Bogdan Zdrojewski, Tadeusz Zwiefka | 18     |
| Polska          | PSL         | Andrzej Grzyb, Krzysztof Hetman, Jarosław Kalinowski, Czesław Siekierski | 4      |
| Portugalia      | PSD         | Carlos Coelho, José Manuel Fernandes, Cláudia Monteiro de Aguiar, Paulo Rangel, Sofia Ribeiro, Fernando de Carvalho Ruas | 6      |
| Portugalia      | CDS-PP      | Nuno Melo | 1      |
| Portugalia      | MPT         | António Marinho e Pinto | 1      |
| Rumunia         | PNL         | Cristian Bușoi, Ramona Mănescu, Mihai Țurcanu, Adina Vălean | 4      |
| Rumunia         | PDL         | Daniel Buda, Marian-Jean Marinescu, Theodor Stolojan, Traian Ungureanu | 4      |
| Rumunia         | UDMR        | Csaba Sógor, Gyula Winkler | 2      |
| Rumunia         | PMP         | Siegfried Mureșan, Cristian Preda | 2      |
| Rumunia         | PSD         | Sorin Moisă | 1      |
| Słowacja        | KDH         | Miroslav Mikolášik, Anna Záborská | 2      |
| Słowacja        | SDKÚ-DS     | Eduard Kukan, Ivan Štefanec | 2      |
| Słowacja        | SMK         | Pál Csáky | 1      |
| Słowacja        | Most-Híd    | József Nagy | 1      |
| Słowenia        | SDS         | Patricija Šulin, Romana Tomc, Milan Zver | 3      |
| Słowenia        | NSi         | Lojze Peterle | 1      |
| Słowenia        | SLS         | Franc Bogovič | 1      |
| Szwecja         | M           | Anna Maria Corazza Bildt, Christofer Fjellner, Gunnar Hökmark | 3      |
| Szwecja         | KD          | Anders Sellström | 1      |
| Węgry           | Fidesz      | Andrea Bocskor, Andor Deli, Tamás Deutsch, Norbert Erdős, Kinga Gál, András Gyürk, Lívia Járóka, Ádám Kósa, György Schöpflin, József Szájer, László Tőkés | 11     |
| Węgry           | KDNP        | György Hölvényi | 1      |
| Wielka Brytania | CP          | Richard Ashworth, Julie Girling | 3      |
| Włochy          | FI          | Salvatore Cicu, Alberto Cirio, Lara Comi, Fulvio Martusciello, Barbara Matera, Alessandra Mussolini, Aldo Patriciello, Antonio Tajani | 8      |
| Włochy          | NCD         | Giovanni La Via, Massimiliano Salini | 2      |
| Włochy          | UdC         | Lorenzo Cesa | 1      |
| Włochy          | SVP         | Herbert Dorfmann | 1      |
| Razem           | Razem       | Razem | 216    |

### Postępowy Sojusz Socjalistów i Demokratów
| Państwo         | Lista      | Posłowie | Liczba |
| --------------- | ---------- | --- | ------ |
| Austria         | SPÖ        | Eugen Freund, Karoline Graswander-Hainz, Karin Kadenbach, Evelyn Regner, Josef Weidenholzer | 5      |
| Belgia          | PS         | Marie Arena, Hugues Bayet, Marc Tarabella | 3      |
| Belgia          | sp.a       | Kathleen Van Brempt | 1      |
| Bułgaria        | KzB-BSP    | Petyr Kurumbaszew, Momcził Nekow, Georgi Pirinski, Sergej Staniszew | 4      |
| Chorwacja       | SDP        | Biljana Borzan, Tonino Picula | 2      |
| Cypr            | DIKO       | Kostas Mawridis | 1      |
| Cypr            | EDEK       | Dimitris Papadakis | 1      |
| Czechy          | ČSSD       | Jan Keller, Pavel Poc, Miroslav Poche, Olga Sehnalová | 4      |
| Dania           | A          | Ole Christensen, Christel Schaldemose, wakat | 2      |
| Estonia         | SDE        | Hannes Hanso | 1      |
| Finlandia       | SDP        | Liisa Jaakonsaari, Miapetra Kumpula-Natri | 2      |
| Francja         | PS         | Éric Andrieu, Guillaume Balas, Pervenche Berès, Karine Gloanec Maurin, Sylvie Guillaume, Louis-Joseph Manscour, Édouard Martin, Gilles Pargneaux, Vincent Peillon, Christine Revault, Isabelle Thomas | 11     |
| Francja         | PRG        | Virginie Rozière | 1      |
| Grecja          | Elia-PASOK | Nikos Andrulakis, Ewa Kaili | 2      |
| Grecja          | To Potami  | Jorgos Gramatikakis, Miltos Kirkos | 2      |
| Hiszpania       | PSOE       | Clara Aguilera García, Inés Ayala Sender, José Blanco López, Soledad Cabezón Ruiz, Jonás Fernández, Iratxe García Pérez, Eider Gardiazabal Rubial, Enrique Guerrero Salom, Ramón Jáuregui, Juan Fernando López Aguilar, Javier López Fernández, Inmaculada Rodríguez-Piñero, Elena Valenciano, wakat | 13     |
| Holandia        | PvdA       | Agnes Jongerius, Kati Piri, Paul Tang | 3      |
| Irlandia        | Niez.      | Nessa Childers | 1      |
| Litwa           | LSDP       | Zigmantas Balčytis, Vilija Blinkevičiūtė | 2      |
| Luksemburg      | LSAP       | Mady Delvaux-Stehres | 1      |
| Łotwa           | Saskaņa    | Andrejs Mamikins | 1      |
| Malta           | PL         | Miriam Dalli, Marlene Mizzi, Alfred Sant | 3      |
| Niemcy          | SPD        | Udo Bullmann, Michael Detjen, Ismail Ertug, Knut Fleckenstein, Evelyne Gebhardt, Jens Geier, Iris Hoffmann, Petra Kammerevert, Sylvia-Yvonne Kaufmann, Arndt Kohn, Dietmar Köster, Constanze Krehl, Bernd Lange, Josef Leinen, Arne Lietz, Susanne Melior, Norbert Neuser, Maria Noichl, Gabriele Preuß, Ulrike Rodust, Joachim Schuster, Peter Simon, Birgit Sippel, Martina Werner, Kerstin Westphal, Babette Winter, Tiemo Wölken                                                                                            | 27     |
| Polska          | SLD        | Lidia Geringer de Oedenberg, Bogusław Liberadzki, Krystyna Łybacka, Janusz Zemke | 4      |
| Polska          | UP         | Adam Gierek | 1      |
| Portugalia      | PS         | Francisco Assis, Ana Gomes, Maria João Rodrigues, Ricardo Serrão Santos, Pedro Silva Pereira, Liliana Rodrigues, Manuel António dos Santos, Carlos Zorrinho | 8      |
| Rumunia         | PSD        | Victor Boștinaru, Andi-Lucian Cristea, Dan Nica, Ioan-Mircea Pașcu, Emilian Pavel, Răzvan Popa, Daciana Sârbu, Claudiu Ciprian Tănăsescu, Ana-Claudia Țapardel, Gabriela Zoană | 11     |
| Rumunia         | UNPR       | Damian Drăghici, Doru-Claudian Frunzulică | 2      |
| Rumunia         | PC         | Maria Grapini | 1      |
| Słowacja        | SMER       | Monika Beňová, Vladimír Maňka, Monika Smolková, Boris Zala | 4      |
| Słowenia        | SD         | Tanja Fajon | 1      |
| Szwecja         | SAP        | Aleksander Gabelic, Jytte Guteland, Anna Hedh, Olle Ludvigsson, Marita Ulvskog | 5      |
| Szwecja         | F!         | Soraya Post | 1      |
| Węgry           | MSZP       | Tibor Szanyi, István Ujhelyi | 2      |
| Węgry           | DK         | Csaba Molnár, Péter Niedermüller | 2      |
| Wielka Brytania | LP         | Lucy Anderson, Paul Brannen, Richard Corbett, Seb Dance, Neena Gill, Theresa Griffin, Mary Honeyball, John Howarth, Wajid Khan, Judith Kirton-Darling, David Martin, Alex Mayer, Clare Moody, Claude Moraes, Rory Palmer, Siôn Simon, Derek Vaughan, Julie Ward, dwa wakaty | 18     |
| Włochy          | PD         | Brando Benifei, Goffredo Bettini, Simona Bonafè, Mercedes Bresso, Renata Briano, Nicola Caputo, Caterina Chinnici, Sergio Cofferati, Silvia Costa, Andrea Cozzolino, Nicola Danti, Paolo De Castro, Isabella De Monte, Giuseppe Ferrandino, Enrico Gasbarra, Elena Gentile, Michela Giuffrida, Roberto Gualtieri, Cécile Kyenge, Luigi Morgano, Alessia Mosca, Massimo Paolucci, Pier Antonio Panzeri, Pina Picierno, David Sassoli, Elly Schlein, Renato Soru, Patrizia Toia, Daniele Viotti, Flavio Zanonato, Damiano Zoffoli | 31     |
| Razem           | Razem      | Razem | 183    |

### Europejscy Konserwatyści i Reformatorzy
| Państwo         | Lista   | Posłowie | Liczba |
| --------------- | ------- | --- | ------ |
| Belgia          | NV-A    | Mark Demesmaeker, Ralph Packet, Helga Stevens, Anneleen Van Bossuyt | 4      |
| Bułgaria        | BbC     | Nikołaj Barekow | 1      |
| Bułgaria        | WMRO    | Angeł Dżambazki | 1      |
| Chorwacja       | HSP AS  | Ruža Tomašić | 1      |
| Cypr            | DISY    | Lefteris Christoforu, Eleni Teocharus | 1      |
| Czechy          | ODS     | Evžen Tošenovský, Jan Zahradil | 2      |
| Dania           | O       | Jørn Dohrmann, Morten Messerschmidt, Anders Primdahl Vistisen | 3      |
| Finlandia       | PS      | Jussi Halla-aho, Pirkko Ruohonen-Lerner | 2      |
| Grecja          | ANEL    | Notis Marias | 1      |
| Holandia        | CU      | Peter van Dalen | 1      |
| Holandia        | SGP     | Bastiaan Belder | 1      |
| Irlandia        | FF      | Brian Crowley | 1      |
| Litwa           | AWPL    | Waldemar Tomaszewski | 1      |
| Łotwa           | NA      | Roberts Zīle | 1      |
| Niemcy          | AfD     | Hans-Olaf Henkel, Bernd Kölmel, Bernd Lucke, Joachim Starbatty, Ulrike Trebesius | 5      |
| Niemcy          | FAMILIE | Arne Gericke | 1      |
| Polska          | PiS     | Ryszard Czarnecki, Edward Czesak, Anna Fotyga, Beata Gosiewska, Czesław Hoc, Marek Jurek, Karol Karski, Sławomir Kłosowski, Zdzisław Krasnodębski, Urszula Krupa, Zbigniew Kuźmiuk, Ryszard Legutko, Stanisław Ożóg, Bolesław Piecha, Mirosław Piotrowski, Tomasz Poręba, Jadwiga Wiśniewska, Kosma Złotowski | 18     |
| Polska          | PO      | Jacek Saryusz-Wolski | 1      |
| Rumunia         | PDL     | Monica Macovei | 1      |
| Rumunia         | PC      | Laurențiu Rebega | 1      |
| Słowacja        | OĽaNO   | Branislav Škripek | 1      |
| Słowacja        | NOVA    | Jana Žitňanská | 1      |
| Słowacja        | SaS     | Richard Sulík | 1      |
| Szwecja         | SD      | Peter Lundgren, Kristina Winberg | 2      |
| Wielka Brytania | CP      | David Campbell Bannerman, Daniel Dalton, Nirj Deva, John Flack, Jacqueline Foster, Ashley Fox, Daniel Hannan, Syed Kamall, Sajjad Karim, Rupert Matthews, Emma McClarkin, Anthea McIntyre, Nosheena Mobarik, John Procter, Kay Swinburne, Charles Tannock, Geoffrey Van Orden                                 | 17     |
| Wielka Brytania | UUP     | Jim Nicholson | 1      |
| Wielka Brytania | UKIP    | Amjad Bashir | 1      |
| Włochy          | FI      | Raffaele Fitto, Elisabetta Gardini, Innocenzo Leontini, Stefano Maullu, Remo Sernagiotto | 5      |
| Razem           | Razem   | Razem | 77     |

### Porozumienie Liberałów i Demokratów na rzecz Europy
| Państwo         | Lista    | Posłowie                                                                               | Liczba |
| --------------- | -------- | -------------------------------------------------------------------------------------- | ------ |
| Austria         | NEOS     | Angelika Mlinar                                                                        | 1      |
| Belgia          | Open VLD | Hilde Vautmans, Guy Verhofstadt, Lieve Wierinck                                        | 3      |
| Belgia          | MR       | Gérard Deprez, Louis Michel, Frédérique Ries                                           | 3      |
| Bułgaria        | DPS      | Nedżmi Ali, Filiz Chjusmenowa, Iłchan Kjuczjuk, Iskra Michajłowa                       | 4      |
| Chorwacja       | IDS-DDI  | Ivan Jakovčić                                                                          | 1      |
| Chorwacja       | HNS-LD   | Jozo Radoš                                                                             | 1      |
| Czechy          | ANO 2011 | Dita Charanzová, Martina Dlabajová, Petr Ježek, Pavel Telička                          | 4      |
| Dania           | V        | Morten Løkkegaard, Jens Rohde                                                          | 2      |
| Dania           | B        | Morten Helveg Petersen                                                                 | 1      |
| Estonia         | RE       | Igor Gräzin, Urmas Paet                                                                | 2      |
| Estonia         | KE       | Yana Toom                                                                              | 1      |
| Finlandia       | Kesk.    | Anneli Jäätteenmäki, Elsi Katainen, Mirja Vehkaperä                                    | 3      |
| Finlandia       | SFP      | Nils Torvalds                                                                          | 1      |
| Francja         | UDI      | Jean Arthuis, Jean-Marie Cavada, Thierry Cornillet, Patricia Lalonde, Dominique Riquet | 5      |
| Francja         | MoDem    | Nathalie Griesbeck, Robert Rochefort                                                   | 2      |
| Hiszpania       | UPyD     | Beatriz Becerra, Enrique Calvet Chambon, Teresa Giménez Barbat, Maite Pagazaurtundúa   | 4      |
| Hiszpania       | C’s      | Javier Nart, Carolina Punset                                                           | 2      |
| Hiszpania       | CpE-CiU  | Ramon Tremosa                                                                          | 1      |
| Hiszpania       | CpE-PNV  | Izaskun Bilbao                                                                         | 1      |
| Holandia        | D66      | Gerben-Jan Gerbrandy, Sophie in ’t Veld, Matthijs van Miltenburg, Marietje Schaake     | 4      |
| Holandia        | VVD      | Hans van Baalen, Jan Huitema, Caroline Nagtegaal-van Doorn                             | 3      |
| Irlandia        | Niez.    | Marian Harkin                                                                          | 1      |
| Litwa           | LRLS     | Petras Auštrevičius                                                                    | 1      |
| Litwa           | DP       | Viktor Uspaskich                                                                       | 1      |
| Litwa           | TiT      | Valentinas Mazuronis                                                                   | 1      |
| Luksemburg      | DP       | Charles Goerens                                                                        | 1      |
| Łotwa           | ZZS      | Iveta Grigule                                                                          | 1      |
| Niemcy          | FDP      | Nadja Hirsch, Wolf Klinz, Gesine Meißner                                               | 3      |
| Niemcy          | FW       | Ulrike Müller                                                                          | 1      |
| Portugalia      | MPT      | António Marinho e Pinto                                                                | 1      |
| Rumunia         | PNL      | Norica Nicolai, Renate Weber                                                           | 2      |
| Rumunia         | Niez.    | Mircea Diaconu                                                                         | 1      |
| Słowenia        | DeSUS    | Ivo Vajgl                                                                              | 1      |
| Szwecja         | FP       | Jasenko Selimović, Cecilia Wikström                                                    | 2      |
| Szwecja         | C        | Fredrick Federley                                                                      | 1      |
| Wielka Brytania | LD       | Catherine Bearder                                                                      | 1      |
| Włochy          | M5S      | David Borrelli                                                                         | 1      |
| Razem           | Razem    | Razem                                                                                  | 69     |

### Zieloni/Wolny Sojusz Europejski
| Państwo         | Lista     | Posłowie | Liczba |
| --------------- | --------- | --- | ------ |
| Austria         | Zieloni   | Michel Reimon, Monika Vana, Thomas Waitz | 3      |
| Belgia          | Groen     | Bart Staes | 1      |
| Belgia          | Ecolo     | Philippe Lamberts | 1      |
| Chorwacja       | ORaH      | Davor Škrlec | 1      |
| Dania           | F         | Margrete Auken | 1      |
| Estonia         | Niez.     | Indrek Tarand | 1      |
| Finlandia       | Vihr.     | Heidi Hautala | 1      |
| Francja         | EÉLV      | José Bové, Karima Delli, Pascal Durand, Yannick Jadot, Eva Joly, Michèle Rivasi                                                                                           | 6      |
| Hiszpania       | EPDD      | Jordi Solé i Ferrando, Josep Maria Terricabras | 2      |
| Hiszpania       | ICV       | Ernest Urtasun | 1      |
| Hiszpania       | PE        | Florent Marcellesi | 1      |
| Hiszpania       | LPD       | Ana Miranda | 1      |
| Holandia        | GL        | Bas Eickhout, Judith Sargentini | 2      |
| Litwa           | LVŽS      | Bronis Ropė | 1      |
| Luksemburg      | déi gréng | Tilly Metz | 1      |
| Łotwa           | LKS       | Miroslavs Mitrofanovs | 1      |
| Niemcy          | Grünen    | Reinhard Bütikofer, Michael Cramer, Romeo Franz, Sven Giegold, Rebecca Harms, Martin Häusling, Maria Heubuch, Ska Keller, Barbara Lochbihler, Terry Reintke, Helga Trüpel | 11     |
| Niemcy          | Piraten   | Julia Reda | 1      |
| Niemcy          | ÖDP       | Klaus Buchner | 1      |
| Słowenia        | Verjamem  | Igor Šoltes | 1      |
| Szwecja         | MP        | Max Andersson, Bodil Valero, Jakop Dalunde, Linnéa Engström | 4      |
| Węgry           | Együtt-PM | Benedek Jávor | 1      |
| Węgry           | LMP       | Tamás Meszerics | 1      |
| Wielka Brytania | GPEW      | Jean Lambert, Molly Scott Cato, Keith Taylor | 3      |
| Wielka Brytania | SNP       | Ian Hudghton, Alyn Smith | 2      |
| Wielka Brytania | PC        | Jill Evans | 1      |
| Włochy          | M5S       | Marco Affronte | 1      |
| Razem           | Razem     | Razem | 52     |

### Zjednoczona Lewica Europejska
| Państwo         | Lista            | Posłowie | Liczba |
| --------------- | ---------------- | --- | ------ |
| Cypr            | AKEL             | Takis Chadzijeorjiu, Neoklis Silikiotis                                                                                                 | 2      |
| Czechy          | KSČM             | Jaromír Kohlíček, Kateřina Konečná, Jiří Maštálka                                                                                       | 3      |
| Dania           | N                | Rina Ronja Kari | 1      |
| Finlandia       | Vas.             | Merja Kyllönen | 1      |
| Francja         | FdG              | Patrick Le Hyaric, Marie-Christine Vergiat, Marie-Pierre Vieu                                                                           | 3      |
| Francja         | PCR              | Younous Omarjee | 1      |
| Francja         | PS               | Emmanuel Maurel | 1      |
| Grecja          | Syriza           | Konstandinos Chrisogonos, Nikolaos Chundis, Stelios Kuloglu, Konstandina Kunewa, Dimitrios Papadimulis, Sofia Sakorafa                  | 6      |
| Hiszpania       | Podemos          | Xabier Benito Ziluaga, Tania González Peñas, María Teresa Rodríguez-Rubio, Lola Sánchez, Estefanía Torres Martínez, Miguel Urbán Crespo | 4      |
| Hiszpania       | IU               | Marina Albiol, Javier Couso Permuy, Paloma López Bermejo, Ángela Vallina                                                                | 4      |
| Hiszpania       | Anova            | Lidia Senra | 1      |
| Holandia        | SP               | Dennis de Jong, Anne-Marie Mineur | 2      |
| Holandia        | PvdD             | Anja Hazekamp | 1      |
| Irlandia        | SF               | Lynn Boylan, Matt Carthy, Liadh Ní Riada                                                                                                | 3      |
| Irlandia        | Niez.            | Luke Flanagan | 1      |
| Niemcy          | Linke            | Cornelia Ernst, Thomas Händel, Sabine Lösing, Martina Michels, Helmut Scholz, Martin Schirdewan, Gabriele Zimmer                        | 7      |
| Niemcy          | Tierschutzpartei | Stefan Bernhard Eck | 1      |
| Portugalia      | CDU-PCP          | João Manuel Ferreira, João Pimenta Lopes, Miguel Viegas                                                                                 | 3      |
| Portugalia      | BE               | Marisa Matias | 1      |
| Szwecja         | V                | Malin Björk | 1      |
| Wielka Brytania | SF               | Martina Anderson | 1      |
| Włochy          | Tsipras          | Eleonora Forenza, Curzio Maltese, Barbara Spinelli                                                                                      | 3      |
| Razem           | Razem            | Razem | 52     |

### Europa Wolności i Demokracji Bezpośredniej
| Państwo         | Lista    | Posłowie | Liczba |
| --------------- | -------- | --- | ------ |
| Czechy          | Svobodní | Jiří Payne | 1      |
| Francja         | FN       | Joëlle Bergeron, Aymeric Chauprade, Sylvie Goddyn, Bernard Monot, Mireille d’Ornano, Florian Philippot | 6      |
| Litwa           | TiT      | Rolandas Paksas | 1      |
| Niemcy          | AfD      | Jörg Meuthen | 1      |
| Polska          | KNP      | Robert Iwaszkiewicz | 1      |
| Wielka Brytania | UKIP     | Tim Aker, Jonathan Arnott, Louise Bours, Jonathan Bullock, James Carver, David Coburn, Jane Collins, Bill Etheridge, Nigel Farage, Ray Finch, Nathan Gill, Diane James, William Legge, Paul Nuttall, Patrick O’Flynn, Margot Parker, Julia Reid, Jill Seymour | 18     |
| Włochy          | M5S      | Isabella Adinolfi, Laura Agea, Daniela Aiuto, Tiziana Beghin, Fabio Massimo Castaldo, Ignazio Corrao, Rosa D’Amato, Eleonora Evi, Laura Ferrara, Giulia Moi, Piernicola Pedicini, Dario Tamburrano, Marco Valli, Marco Zullo                                  | 14     |
| Razem           | Razem    | Razem | 42     |

### Europa Narodów i Wolności
| Państwo         | Lista | Posłowie | Liczba |
| --------------- | ----- | --- | ------ |
| Austria         | FPÖ   | Barbara Kappel, Georg Mayer, Franz Obermayr, Harald Vilimsky | 4      |
| Belgia          | VB    | Gerolf Annemans | 1      |
| Francja         | FN    | Marie-Christine Arnautu, Nicolas Bay, Dominique Bilde, Marie-Christine Boutonnet, Steeve Briois, Jacques Colombier, Jean-François Jalkh, France Jamet, Gilles Lebreton, Christelle Lechevalier, Philippe Loiseau, Dominique Martin, Joëlle Mélin, Jean-Luc Schaffhauser, Mylène Troszczynski | 15     |
| Holandia        | PVV   | André Elissen, Marcel de Graaff, Olaf Stuger, Auke Zijlstra | 4      |
| Niemcy          | AfD   | Marcus Pretzell | 1      |
| Polska          | KNP   | Michał Marusik, Stanisław Żółtek | 2      |
| Wielka Brytania | UKIP  | Stuart Agnew, Janice Atkinson, Gerard Batten | 3      |
| Włochy          | LN    | Mara Bizzotto, Mario Borghezio, Angelo Ciocca, Danilo Oscar Lancini, Giancarlo Scottà | 5      |
| Włochy          | M5S   | Marco Zanni | 1      |
| Razem           | Razem | Razem | 36     |

### Niezrzeszeni
| Państwo         | Lista  | Posłowie                                                  | Liczba |
| --------------- | ------ | --------------------------------------------------------- | ------ |
| Dania           | O      | Rikke Karlsson                                            | 1      |
| Francja         | FN     | Bruno Gollnisch, Jean-Marie Le Pen, Sophie Montel         | 3      |
| Grecja          | ChA    | Jeorjos Epitidios, Lambros Fundulis, Elefterios Sinadinos | 3      |
| Grecja          | KKE    | Kostas Papadakis, Sotirios Zarianopulos                   | 2      |
| Niemcy          | NPD    | Udo Voigt                                                 | 1      |
| Niemcy          | PARTEI | Martin Sonneborn                                          | 1      |
| Polska          | PiS    | Kazimierz Michał Ujazdowski                               | 1      |
| Polska          | KNP    | Dobromir Sośnierz                                         | 1      |
| Rumunia         | PSD    | Cătălin-Sorin Ivan                                        | 1      |
| Węgry           | Jobbik | Zoltán Balczó, Béla Kovács, Krisztina Morvai              | 3      |
| Wielka Brytania | UKIP   | Mike Hookem, Steven Woolfe                                | 2      |
| Wielka Brytania | DUP    | Diane Dodds                                               | 1      |
| Razem           | Razem  | Razem                                                     | 20     |

### Byli posłowie do PE
| Państwo         | Lista     | Były poseł                     | Wygaśnięcie mandatu  | Następca                      | Objęcie mandatu      |
| --------------- | --------- | ------------------------------ | -------------------- | ----------------------------- | -------------------- |
| Austria         | ÖVP       | Elisabeth Köstinger            | 8 listopada 2017     | Lukas Mandl                   | 30 listopada 2017    |
| Austria         | SPÖ       | Jörg Leichtfried               | 23 czerwca 2015      | Karoline Graswander-Hainz     | 9 lipca 2015         |
| Austria         | Zieloni   | Ulrike Lunacek                 | 8 listopada 2017     | Thomas Waitz                  | 10 listopada 2017    |
| Belgia          | CD&V      | Marianne Thyssen               | 31 października 2014 | Tom Vandenkendelaere          | 6 listopada 2014     |
| Belgia          | NV-A      | Johan Van Overtveldt           | 10 października 2014 | Sander Loones                 | 14 października 2014 |
| Belgia          | NV-A      | Louis Ide                      | 18 grudnia 2014      | Anneleen Van Bossuyt          | 8 stycznia 2015      |
| Belgia          | NV-A      | Sander Loones                  | 11 listopada 2018    | Ralph Packet                  | 22 listopada 2018    |
| Belgia          | Open VLD  | Annemie Neyts-Uyttebroeck      | 31 grudnia 2014      | Hilde Vautmans                | 1 stycznia 2015      |
| Belgia          | Open VLD  | Philippe De Backer             | 2 maja 2016          | Lieve Wierinck                | 4 maja 2016          |
| Bułgaria        | GERB      | Tomisław Donczew               | 6 listopada 2014     | Andrej Nowakow                | 24 listopada 2014    |
| Bułgaria        | GERB      | Marija Gabriel                 | 6 lipca 2017         | Asim Ademow                   | 14 września 2017     |
| Bułgaria        | KzB-BSP   | Ilijana Jotowa                 | 16 stycznia 2017     | Petyr Kurumbaszew             | 17 stycznia 2017     |
| Chorwacja       | HDZ       | Andrej Plenković               | 13 października 2016 | Ivica Tolić                   | 24 października 2016 |
| Chorwacja       | HDZ       | Davor Ivo Stier                | 13 października 2016 | Željana Zovko                 | 24 października 2016 |
| Cypr            | DISY      | Christos Stilianidis           | 31 października 2014 | Lefteris Christoforu          | 3 listopada 2014     |
| Czechy          | KSČM      | Miloslav Ransdorf [zgon]       | 22 stycznia 2016     | Jaromír Kohlíček              | 4 lutego 2016        |
| Czechy          | Svobodní  | Petr Mach                      | 31 sierpnia 2017     | Jiří Payne                    | 5 września 2017      |
| Dania           | A         | Jeppe Kofod                    | 26 czerwca 2019      | mandat pozostał nieobsadzony  | –––                  |
| Dania           | V         | Ulla Tørnæs                    | 29 lutego 2016       | Morten Løkkegaard             | 3 marca 2016         |
| Estonia         | SDE       | Marju Lauristin                | 5 listopada 2017     | Ivari Padar                   | 6 listopada 2017     |
| Estonia         | SDE       | Ivari Padar                    | 3 kwietnia 2019      | Hannes Hanso                  | 4 kwietnia 2019      |
| Estonia         | RE        | Andrus Ansip                   | 31 października 2014 | Urmas Paet                    | 3 listopada 2014     |
| Estonia         | RE        | Kaja Kallas                    | 4 września 2018      | Igor Gräzin                   | 5 września 2018      |
| Finlandia       | PS        | Sampo Terho                    | 26 kwietnia 2015     | Pirkko Ruohonen-Lerner        | 27 kwietnia 2015     |
| Finlandia       | Kesk.     | Olli Rehn                      | 26 kwietnia 2015     | Hannu Takkula                 | 27 kwietnia 2015     |
| Finlandia       | Kesk.     | Hannu Takkula                  | 28 lutego 2018       | Elsi Katainen                 | 1 marca 2018         |
| Finlandia       | Kesk.     | Paavo Väyrynen                 | 11 czerwca 2018      | Mirja Vehkaperä               | 12 czerwca 2018      |
| Francja         | UMP       | Constance Le Grip              | 30 listopada 2017    | Geoffroy Didier               | 1 grudnia 2017       |
| Francja         | PS        | Jean-Paul Denanot              | 10 czerwca 2018      | Karine Gloanec Maurin         | 11 czerwca 2018      |
| Francja         | MoDem-UDI | Sylvie Goulard (MoDem)         | 17 maja 2017         | Thierry Cornillet (UDI)       | 18 maja 2017         |
| Francja         | MoDem-UDI | Marielle de Sarnez (MoDem)     | 17 maja 2017         | Patricia Lalonde (UDI)        | 18 maja 2017         |
| Francja         | FdG       | Jean-Luc Mélenchon             | 18 czerwca 2017      | Marie-Pierre Vieu             | 18 czerwca 2017      |
| Francja         | FN        | Marine Le Pen                  | 18 czerwca 2017      | Christelle Lechevalier        | 18 czerwca 2017      |
| Francja         | FN        | Louis Aliot                    | 20 lipca 2017        | France Jamet                  | 21 lipca 2017        |
| Francja         | FN        | Édouard Ferrand [zgon]         | 1 lutego 2018        | Jacques Colombier             | 2 lutego 2018        |
| Grecja          | Syriza    | Jeorjos Katrungalos            | 26 stycznia 2015     | Stelios Kuloglu               | 27 stycznia 2015     |
| Grecja          | Syriza    | Manolis Glezos                 | 8 lipca 2015         | Nikolaos Chundis              | 20 lipca 2015        |
| Hiszpania       | PP        | Miguel Arias Cañete            | 31 października 2014 | Carlos Iturgaiz Angulo        | 6 listopada 2014     |
| Hiszpania       | PP        | Pablo Zalba Bidegain           | 17 listopada 2016    | José Salafranca Sánchez-Neyra | 3 stycznia 2017      |
| Hiszpania       | PP        | Teresa Jiménez-Becerril Barrio | 20 maja 2019         | Pablo Arias Echeverría        | 21 maja 2019         |
| Hiszpania       | PSOE      | Sergio Gutiérrez Prieto        | 20 maja 2019         | mandat pozostał nieobsadzony  | –––                  |
| Hiszpania       | UPyD      | Francisco Sosa Wagner          | 19 października 2014 | Enrique Calvet Chambon        | 20 listopada 2014    |
| Hiszpania       | UPyD      | Fernando Maura                 | 24 listopada 2015    | Teresa Giménez Barbat         | 25 listopada 2015    |
| Hiszpania       | C’s       | Juan Carlos Girauta            | 11 stycznia 2016     | Carolina Punset               | 3 lutego 2016        |
| Hiszpania       | IU        | Willy Meyer                    | 9 lipca 2014         | Javier Couso Permuy           | 15 lipca 2014        |
| Hiszpania       | Podemos   | Pablo Echenique-Robba          | 14 marca 2015        | Estefanía Torres Martínez     | 25 marca 2015        |
| Hiszpania       | Podemos   | Pablo Iglesias Turrión         | 27 października 2015 | Xabier Benito Ziluaga         | 25 listopada 2015    |
| Hiszpania       | Podemos   | Carlos Jiménez Villarejo       | 31 lipca 2014        | Tania González Peñas          | 11 września 2014     |
| Hiszpania       | Podemos   | María Teresa Rodríguez-Rubio   | 4 marca 2015         | Miguel Urbán Crespo           | 5 marca 2015         |
| Hiszpania       | PE        | Jordi Sebastià                 | 9 października 2016  | Florent Marcellesi            | 11 października 2016 |
| Hiszpania       | EPDD      | Ernest Maragall                | 30 grudnia 2016      | Jordi Solé i Ferrando         | 3 stycznia 2017      |
| Hiszpania       | LPD       | Josu Juaristi                  | 27 lutego 2018       | Ana Miranda                   | 28 lutego 2018       |
| Holandia        | VVD       | Cora van Nieuwenhuizen         | 25 października 2017 | Caroline Nagtegaal-van Doorn  | 14 listopada 2017    |
| Holandia        | PVV       | Hans Jansen [zgon]             | 5 maja 2015          | Auke Zijlstra                 | 1 września 2015      |
| Holandia        | PVV       | Vicky Maeijer                  | 15 marca 2017        | André Elissen                 | 13 czerwca 2017      |
| Litwa           | TS-LKD    | Gabrielius Landsbergis         | 12 maja 2016         | Laima Andrikienė              | 30 maja 2016         |
| Luksemburg      | déi gréng | Claude Turmes                  | 19 czerwca 2018      | Tilly Metz                    | 20 czerwca 2018      |
| Luksemburg      | CSV       | Viviane Reding                 | 1 września 2018      | Christophe Hansen             | 2 września 2018      |
| Łotwa           | Vienotība | Valdis Dombrovskis             | 31 października 2014 | Inese Vaidere                 | 1 listopada 2014     |
| Łotwa           | Vienotība | Artis Pabriks                  | 5 listopada 2018     | Kārlis Šadurskis              | 28 listopada 2018    |
| Łotwa           | Vienotība | Arturs Krišjānis Kariņš        | 22 stycznia 2019     | Aleksejs Loskutovs            | 24 stycznia 2019     |
| Łotwa           | LKS       | Tatjana Ždanoka                | 4 marca 2018         | Miroslavs Mitrofanovs         | 5 marca 2018         |
| Malta           | PN        | Therese Comodini Cachia        | 23 czerwca 2017      | Francis Zammit Dimech         | 24 czerwca 2017      |
| Niemcy          | CDU       | Herbert Reul                   | 6 lipca 2017         | Dennis Radtke                 | 24 lipca 2017        |
| Niemcy          | CDU       | Burkhard Balz                  | 31 sierpnia 2018     | Stefan Gehrold                | 20 września 2018     |
| Niemcy          | SPD       | Matthias Groote                | 31 października 2016 | Tiemo Wölken                  | 14 listopada 2016    |
| Niemcy          | SPD       | Martin Schulz                  | 10 lutego 2017       | Arndt Kohn                    | 24 lutego 2017       |
| Niemcy          | SPD       | Jutta Steinruck                | 31 grudnia 2017      | Michael Detjen                | 1 stycznia 2017      |
| Niemcy          | SPD       | Jakob von Weizsäcker           | 6 stycznia 2019      | Babette Winter                | 10 stycznia 2019     |
| Niemcy          | FDP       | Alexander Graf Lambsdorff      | 23 października 2017 | Nadja Hirsch                  | 8 listopada 2017     |
| Niemcy          | FDP       | Michael Theurer                | 23 października 2017 | Wolf Klinz                    | 6 listopada 2017     |
| Niemcy          | Linke     | Fabio De Masi                  | 23 października 2017 | Martin Schirdewan             | 8 listopada 2017     |
| Niemcy          | Grünen    | Jan Philipp Albrecht           | 2 lipca 2018         | Romeo Franz                   | 3 lipca 2018         |
| Niemcy          | AfD       | Beatrix von Storch             | 23 października 2017 | Jörg Meuthen                  | 8 listopada 2017     |
| Polska          | PO        | Bogdan Wenta                   | 13 listopada 2018    | Bogusław Sonik                | 20 listopada 2018    |
| Polska          | PiS       | Andrzej Duda                   | 25 maja 2015         | Edward Czesak                 | 11 czerwca 2015      |
| Polska          | PiS       | Marek Gróbarczyk               | 15 listopada 2015    | Czesław Hoc                   | 27 listopada 2015    |
| Polska          | PiS       | Dawid Jackiewicz               | 15 listopada 2015    | Sławomir Kłosowski            | 27 listopada 2015    |
| Polska          | PiS       | Janusz Wojciechowski           | 7 maja 2016          | Urszula Krupa                 | 24 czerwca 2016      |
| Polska          | KNP       | Janusz Korwin-Mikke            | 28 lutego 2018       | Dobromir Sośnierz             | 22 marca 2018        |
| Portugalia      | PS        | Elisa Ferreira                 | 19 czerwca 2016      | Manuel António dos Santos     | 28 czerwca 2016      |
| Portugalia      | CDU-PCP   | Inês Cristina Zuber            | 30 stycznia 2016     | João Pimenta Lopes            | 31 stycznia 2016     |
| Rumunia         | PNL       | Eduard Hellvig                 | 1 marca 2015         | Mihai Țurcanu                 | 2 marca 2015         |
| Rumunia         | PSD       | Corina Crețu                   | 31 października 2014 | Emilian Pavel                 | 1 listopada 2014     |
| Rumunia         | PSD       | Victor Negrescu                | 29 czerwca 2017      | Răzvan Popa                   | 13 września 2017     |
| Rumunia         | PSD       | Viorica Dăncilă                | 28 stycznia 2018     | Gabriela Zoană                | 30 stycznia 2018     |
| Szwecja         | KD        | Lars Adaktusson                | 23 września 2018     | Anders Sellström              | 3 października 2018  |
| Szwecja         | SAP       | Jens Nilsson [zgon]            | 12 marca 2018        | Aleksander Gabelic            | 4 kwietnia 2018      |
| Szwecja         | FP        | Marit Paulsen                  | 29 września 2015     | Jasenko Selimović             | 30 września 2015     |
| Szwecja         | MP        | Isabella Lövin                 | 2 października 2014  | Linnéa Engström               | 8 października 2014  |
| Szwecja         | MP        | Peter Eriksson                 | 24 maja 2016         | Jakop Dalunde                 | 7 czerwca 2016       |
| Węgry           | Fidesz    | Ildikó Pelczné Gáll            | 31 sierpnia 2017     | Lívia Járóka                  | 15 września 2017     |
| Wielka Brytania | LP        | Richard Howitt                 | 1 listopada 2016     | Alex Mayer                    | 15 listopada 2016    |
| Wielka Brytania | LP        | Anneliese Dodds                | 8 czerwca 2017       | John Howarth                  | 30 czerwca 2017      |
| Wielka Brytania | LP        | Afzal Khan                     | 8 czerwca 2017       | Wajid Khan                    | 29 czerwca 2017      |
| Wielka Brytania | LP        | Glenis Willmott                | 2 października 2017  | Rory Palmer                   | 3 października 2017  |
| Wielka Brytania | LP        | Catherine Stihler              | 31 stycznia 2019     | mandat pozostał nieobsadzony  | –––                  |
| Wielka Brytania | LP        | Linda McAvan                   | 18 kwietnia 2019     | mandat pozostał nieobsadzony  | –––                  |
| Wielka Brytania | CP        | Philip Bradbourn [zgon]        | 19 grudnia 2014      | Daniel Dalton                 | 8 stycznia 2015      |
| Wielka Brytania | CP        | Timothy Kirkhope               | 5 października 2016  | John Procter                  | 17 listopada 2016    |
| Wielka Brytania | CP        | Vicky Ford                     | 8 czerwca 2017       | John Flack                    | 28 czerwca 2017      |
| Wielka Brytania | CP        | Andrew Lewer                   | 8 czerwca 2017       | Rupert Matthews               | 29 czerwca 2017      |
| Wielka Brytania | CP        | Ian Duncan                     | 22 czerwca 2017      | Nosheena Mobarik              | 8 września 2017      |
| Wielka Brytania | UKIP      | Roger Helmer                   | 31 lipca 2017        | Jonathan Bullock              | 1 sierpnia 2017      |
| Włochy          | FI        | Giovanni Toti                  | 9 lipca 2015         | Stefano Maullu                | 13 lipca 2015        |
| Włochy          | FI        | Salvo Pogliese                 | 13 lipca 2018        | Gianfranco Micciché           | 19 lipca 2018        |
| Włochy          | FI        | Gianfranco Micciché            | 19 sierpnia 2018     | Innocenzo Leontini            | 20 sierpnia 2018     |
| Włochy          | PD        | Alessandra Moretti             | 1 lutego 2015        | Damiano Zoffoli               | 18 lutego 2015       |
| Włochy          | PD        | Gianni Pittella                | 22 marca 2018        | Giuseppe Ferrandino           | 17 kwietnia 2018     |
| Włochy          | LN        | Flavio Tosi                    | 8 lipca 2014         | Lorenzo Fontana               | 11 lipca 2014        |
| Włochy          | LN        | Gianluca Buonanno [zgon]       | 5 czerwca 2016       | Angelo Ciocca                 | 7 lipca 2016         |
| Włochy          | LN        | Lorenzo Fontana                | 22 marca 2018        | Giancarlo Scottà              | 17 kwietnia 2018     |
| Włochy          | LN        | Matteo Salvini                 | 22 marca 2018        | Danilo Oscar Lancini          | 17 kwietnia 2018     |

## Rozkład mandatów według państw członkowskich i grup politycznych
| Grupa poselska Państwo członkowskie | EPP                                      | S&D                          | ECR                        | ALDE                                     | G / EFA                         | EUL / NGL                        | EFDD         | ENF            | NI                 | Razem |
| Austria                             | 5 (ÖVP)                                  | 5 (SPÖ)                      |                            | 1 (NEOS)                                 | 3 (Zieloni)                     |                                  |              | 4 (FPÖ)        |                    | 18    |
| Belgia                              | 2 (CD&V) 1 (cdH) 1 (CSP)                 | 3 (PS) 1 (sp.a)              | 4 (N-VA)                   | 3 (Open VLD) 3 (MR)                      | 1 (Ecolo) 1 (Groen)             |                                  |              | 1 (VB)         |                    | 21    |
| Bułgaria                            | 6 (GERB) 1 (RB-DSB)                      | 4 (BSP)                      | 1 (BbC) 1 (WMRO)           | 4 (DPS)                                  |                                 |                                  |              |                |                    | 17    |
| Chorwacja                           | 4 (HDZ) 1 (HSS)                          | 2 (SDP)                      | 1 (HSP AS)                 | 1 (HNS-LD) 1 (IDS-DDI)                   | 1 (ORaH)                        |                                  |              |                |                    | 11    |
| Cypr                                | 1 (DISY)                                 | 1 (DIKO) 1 (EDEK)            | 1 (DISY)                   |                                          |                                 | 2 (AKEL)                         |              |                |                    | 6     |
| Czechy                              | 4 (TOP 09+STAN) 3 (KDU-ČSL)              | 4 (ČSSD)                     | 2 (ODS)                    | 4 (ANO 2011)                             |                                 | 3 (KSČM)                         | 1 (Svobodní) |                |                    | 21    |
| Dania                               | 1 (C)                                    | 2 (A)                        | 3 (O)                      | 2 (V) 1 (B)                              | 1 (F)                           | 1 (N)                            |              |                | 1 (O)              | 13    |
| Estonia                             | 1 (IRL)                                  | 1 (SDE)                      |                            | 2 (RE) 1 (KE)                            | 1 (Tarand)                      |                                  |              |                |                    | 6     |
| Finlandia                           | 3 (Kok.)                                 | 2 (SDP)                      | 2 (PS)                     | 3 (Kesk.) 1 (SFP)                        | 1 (Vihr.)                       | 1 (Vas.)                         |              |                |                    | 13    |
| Francja                             | 20 (UMP)                                 | 11 (PS) 1 (PRG)              |                            | 5 (UDI) 2 (MoDem)                        | 6 (E-É)                         | 3 (FdG) 1 (PCR)) 1 (PS)          | 6 (FN)       | 15 (FN)        | 3 (FN              | 74    |
| Grecja                              | 5 (ND)                                   | 2 (Elia-PASOK) 2 (To Potami) | 1 (ANEL)                   |                                          |                                 | 6 (Syriza)                       |              |                | 3 (ChA) 2 (KKE)    | 21    |
| Hiszpania                           | 16 (PP) 1 (CpE-CiU)                      | 13 (PSOE)                    |                            | 4 (UPyD) 2 (C’s) 1 (CpE-CiU) 1 (CpE-PNV) | 2 (EPDD) 1 (ICV) 1 (PE) 1 (LPD) | 5 (Podemos) 4 (IU) 1 (Anova)     |              |                |                    | 54    |
| Holandia                            | 5 (CDA)                                  | 3 (PvdA)                     | 1 (CU) 1 (SGP)             | 4 (D66) 3 (VVD)                          | 2 (GL)                          | 2 (SP) 1 (PvdD)                  |              | 4 (PVV)        |                    | 26    |
| Irlandia                            | 4 (FG)                                   | 1 (Childers)                 | 1 (FF)                     | 1 (Harkin)                               |                                 | 3 (SF) 1 (Flanagan)              |              |                |                    | 11    |
| Litwa                               | 2 (TS-LKD) 1 (LRLS)                      | 2 (LSDP)                     | 1 (AWPL)                   | 1 (LRLS) 1 (DP) 1 (TiT)                  | 1 (LVŽS)                        |                                  | 1 (TiT)      |                |                    | 11    |
| Luksemburg                          | 3 (CSV)                                  | 1 (LSAP)                     |                            | 1 (DP)                                   | 1 (déi gréng)                   |                                  |              |                |                    | 6     |
| Łotwa                               | 4 (Vienotība)                            | 1 (Saskaņa)                  | 1 (NA)                     | 1 (ZZS)                                  | 1 (LKS)                         |                                  |              |                |                    | 8     |
| Malta                               | 3 (PN)                                   | 3 (PL)                       |                            |                                          |                                 |                                  |              |                |                    | 6     |
| Niemcy                              | 29 (CDU) 5 (CSU)                         | 27 (SPD)                     | 5 (AfD) 1 (FAMILIE)        | 3 (FDP) 1 (FW)                           | 11 (Grünen) 1 (Piraten) 1 (ÖDP) | 7 (Linke) 1 (Tierschutz- partei) | 1 (AfD)      | 1 (AfD)        | 1 (NPD) 1 (PARTEI) | 96    |
| Polska                              | 18 (PO) 4 (PSL)                          | 4 (SLD) 1 (UP)               | 18 (PiS) 1 (PO)            |                                          |                                 |                                  | 1 (KNP)      | 2 (KNP)        | 1 (PiS) 1 (KNP)    | 51    |
| Portugalia                          | 6 (PSD) 1 (CDS) 1 (MPT)                  | 8 (PS)                       |                            | 1 (MPT)                                  |                                 | 3 (CDU) 1 (BE)                   |              |                |                    | 21    |
| Rumunia                             | 4 (PDL) 4 (PNL) 2 (UDMR) 2 (PMP) 1 (PSD) | 10 (PSD) 2 (UNPR) 1 (PC)     | 1 (PDL) 1 (PC)             | 2 (PNL) 1 (Diaconu)                      |                                 |                                  |              |                | 1 (PSD)            | 32    |
| Słowacja                            | 2 (KDH) 2 (SDKÚ-DS) 1 (SMK) 1 (Most-Híd) | 4 (Smer-SD)                  | 1 (OĽaNO) 1 (NOVA) 1 (SaS) |                                          |                                 |                                  |              |                |                    | 13    |
| Słowenia                            | 3 (SDS) 1 (NSi) 1 (SLS)                  | 1 (SD)                       |                            | 1 (DeSUS)                                | 1 (Verjamem)                    |                                  |              |                |                    | 8     |
| Szwecja                             | 3 (M) 1 (KD)                             | 5 (SAP) 1 (F!)               | 2 (SD)                     | 2 (FP) 1 (C)                             | 4 (MP)                          | 1 (V)                            |              |                |                    | 20    |
| Węgry                               | 11 (Fidesz) 1 (KDNP)                     | 2 (MSZP) 2 (DK)              |                            |                                          | 1 (Együtt-PM) 1 (LMP)           |                                  |              |                | 3 (Jobbik)         | 21    |
| Wielka Brytania                     | 2 (CP)                                   | 18 (LP)                      | 17 (CP) 1 (UUP) 1 (UKIP)   | 1 (LD)                                   | 3 (GPEW) 2 (SNP) 1 (PC)         | 1 (SF)                           | 18 (UKIP)    | 3 (UKIP)       | 2 (UKIP) 1 (DUP)   | 73    |
| Włochy                              | 8 (FI) 2 (NCD) 1 (UdC) 1 (SVP)           | 31 (PD)                      | 5 (FI)                     | 1 (M5S)                                  | 1 (M5S)                         | 3 (Tsipras)                      | 14 (M5S)     | 5 (LN) 1 (M5S) |                    | 73    |
| Unia Europejska                     | 216                                      | 183                          | 77                         | 69                                       | 52                              | 52                               | 42           | 36             | 20                 | 748   |